# 瀨田 (世田谷區、川崎市)
瀨田（日语：／ Seta */?）是東京都世田谷區與神奈川縣川崎市高津區的地名。兩地之間以多摩川為界。

## 東京都世田谷區瀨田
瀨田相當於昭和30年代實施住居表示前的玉川瀨田町。南部屬二子玉川地區的一部分，北至環八通。

### 地理
位於國分寺崖線，崖線上可遠眺多摩川與富士山。丸子川沿岸保留了部分的自然景觀。此地在戰前就是觀賞多摩川與富士山的著名景點，並有玉川遊園等遊樂園。因此吸引了財界人士、政界人士、藝人等來此居住。

### 交通
瀨田交差點是環八通與國道246號交會處。此外，東名高速道路東京IC與首都高速3號線用賀出入口位於瀨田、砧公園、玉川台、上用賀的交界。

### 瀨田溫泉
瀨田溫泉（山河之湯）是天然溫泉，鄰近瀨田交差點。1997年（平成9年）開幕，2013年（平成25年）休業。溫泉呈現淡可樂色，屬弱鹼性氯化鈉泉。當時二子玉川設有模仿機關車外觀的接駁巴士。溫泉位於國分寺崖線上，綠意環繞，並可欣賞多摩川美景。此外，這裡也是都內唯一可遠眺富士山的露天溫泉。

## 川崎市高津區瀨田
位於二子橋（舊大山街道）右岸（二子橋左岸原先也屬瀨田，1997年（平成9年）劃入二子一丁目），鄰近東急田園都市線二子新地站。因靠多摩川堤防，瀨田一帶與周圍相比地勢較低。現在是多摩川河川地與河岸的寧靜住宅區。

### 周邊
- 二子 - 諏訪
- 二子新地站
- 多摩沿線道路
- 大山街道

## 歷史
過去多摩川洪水頻繁，河道經常改變，各村莊也不斷被多摩川切割。
舊屬武藏國荏原郡，1912年（明治45年）右岸劃屬橘樹郡（後川崎市），形成現在兩地有共同地名的情形。

### 明治以後的行政區劃
- 1878年（明治11年）

東京府荏原郡瀨田村。
- 1889年（明治22年）

與近隣各村合併，為東京府荏原郡玉川村大字瀨田。
- 1912年（明治45年）

多摩川右岸地域劃入神奈川縣橘樹郡高津村。
左岸地域
- 1932年（昭和7年）

編入東京市，屬東京市世田谷區。
六鄉用水（現在的丸子川）北側成立玉川瀨田町，南側成立玉川町。玉川町包含舊玉川村大字諏訪河原字向河原（1912年（明治45年）自神奈川縣橘樹郡高津村劃入）。
- 1943年（昭和18年）

東京都制施行，為東京都世田谷區玉川瀨田町、玉川町。
- 19xx年

玉川町與鎌田町、岡本町進行町界重劃，編入大藏町飛地，東部（舊高津村大字諏訪河原一部分）以外實施住居表示（殘餘地區在數年後實施住居表示，為上野毛），設立玉川一丁目～四丁目。
- 19xx年

玉川瀨田町一部分編入玉川台。
- 1971年（昭和46年）

玉川瀨田町合併岡本町一部分（原字下山），東名高速道路以北編入砧公園與大藏一丁目，町域調整後實施住居表示。設置瀨田一丁目～五丁目。
右岸地域
- 1927年（昭和3年）

町制施行，為神奈川縣橘樹郡高津町大字瀨田。
- 1937年（昭和12年）

編入川崎市，為神奈川縣川崎市大字瀨田。
- 1972年（昭和47年）

依政令指定設置行政區，為神奈川縣川崎市高津區大字瀨田。
- 1997年度（平成9年度）

實施住居表示（大字廢除，設置町）。與二子進行町域調整。

### 多摩川兩岸的同名地名
多摩川兩岸有許多同名的地名，是因為多摩川的多次氾濫改道造成村落的分離，須靠渡船往來。主要的例子有高津區下野毛（舊荏原郡下野毛村大部分）、等等力（世田谷區等等力與川崎市中原區等等力）、宇奈根（世田谷區與川崎市高津區）、押立（町）（府中市與稻城市）等。
此外，過去也有橘樹郡移交荏原郡、北多摩郡管轄的案例，但這些地名都未能保留。
- 橘樹郡稻田村大字宿河原→狛江村大字宿河原（→狛江市駒井町一部分）

- 橘樹郡高津村大字諏訪河原→北多摩郡砧村大字諏訪（→世田谷區諏訪町→世田谷區鎌田町→世田谷區鎌田）
- 橘樹郡高津村大字諏訪河原→荏原郡玉川村大字諏訪河原（→世田谷區玉川町→世田谷區玉川、上野毛）

## 備註
1. ↑  平成25年（2013年）の世田谷区の町丁別人口と世帯数 - 世田谷区